# Закон смещения Вина

Кривые зависимостей спектральной плотности излучения абсолютно чёрных тел с различными температурами от длины волны. Видно, что при возрастании температуры максимум спектральной плотности сдвигается в коротковолновую часть спектра. Именно эту особенность и описывает закон Вина

Зако́н смеще́ния Ви́на — физический закон, устанавливающий зависимость длины волны, на которой спектральная плотность потока излучения чёрного тела достигает своего максимума, от температуры чёрного тела. 
Вильгельм Вин впервые вывел этот закон в 1893 году, путём применения законов термодинамики к электромагнитному излучению. Соответствующее смещение пика интенсивности с температурой наблюдалось и экспериментально. В настоящее время закон смещения Вина может быть получен математически из закона Планка.

## Общий вид закона смещения Вина
Закон выражается формулой
{\displaystyle \lambda _{\text{max}}=b/T,}
где {\displaystyle \lambda _{\text{max}}} — длина волны излучения с максимальной интенсивностью, а {\displaystyle T} — температура. Коэффициент {\displaystyle b={\frac {ch}{k\alpha }}} (где c — скорость света в вакууме, h — постоянная Планка, k — постоянная Больцмана, α ≈ 4,965114… — постоянная величина, корень уравнения {\displaystyle \alpha /5=1-e^{-\alpha }}), называемый постоянной Вина, в Международной системе единиц (СИ) имеет значение 0,002898 м·К.
Для частоты света {\displaystyle \nu } (в герцах) закон смещения Вина имеет вид
{\displaystyle \nu _{\text{max}}={\frac {\alpha }{h}}kT\approx 5{,}879\times 10^{10}\cdot T,}
где α ≈ 2,821439… — постоянная величина (корень уравнения {\displaystyle \alpha /3=1-e^{-\alpha }}), k — постоянная Больцмана, h — постоянная Планка, T — температура (в кельвинах).
Различие численных постоянных здесь обусловлено различием между показателями степени в планковском распределении, записанном для длины волны и частоты излучения: в одном случае входит {\displaystyle \lambda ^{-5}}, в другом — {\displaystyle \omega ^{3}\sim \lambda ^{-3}}. Это различие, в свою очередь, возникает из-за нелинейности связи между частотой и длиной волны:
{\displaystyle \omega ={\frac {2\pi c}{\lambda }},\quad {\frac {d}{d\omega }}=-{\frac {\lambda ^{2}}{2\pi c}}{\frac {d}{d\lambda }}.}

## Вывод закона
Для вывода можно использовать выражение закона излучения Планка для испускательной способности {\displaystyle \varepsilon _{\lambda }(\lambda ,T)} абсолютно чёрного тела, записанное для длин волн:
{\displaystyle \varepsilon _{\lambda }={\frac {2\pi hc^{2}}{\lambda ^{5}}}{\frac {1}{e^{hc/\lambda kT}-1}}.}
Чтобы найти экстремумы этой функции в зависимости от длины волны, её следует продифференцировать по {\displaystyle \lambda } и приравнять производную нулю:
{\displaystyle {\frac {\partial \varepsilon _{\lambda }}{\partial \lambda }}={\frac {2\pi hc^{2}}{\lambda ^{6}}}{\frac {1}{e^{hc/\lambda kT}-1}}\left({\frac {hc}{kT\lambda }}{\frac {e^{hc/\lambda kT}}{\left(e^{hc/\lambda kT}-1\right)}}-5\right)=0.}
Из этой формулы сразу можно определить, что производная приближается к нулю, когда {\displaystyle \lambda \to \infty } или когда {\displaystyle e^{hc/\lambda kT}\to \infty }, что выполняется при {\displaystyle \lambda \to 0}. Однако, оба эти случая дают минимум функции {\displaystyle \varepsilon _{\lambda }(\lambda )}, которая для указанных длин волн достигает своего нуля (см. рисунок вверху). Поэтому анализ следует продолжить лишь с третьим возможным случаем, когда
{\displaystyle {\frac {hc}{kT\lambda }}{\frac {e^{hc/\lambda kT}}{\left(e^{hc/\lambda kT}-1\right)}}-5=0.}
Используя замену переменных {\displaystyle x={\frac {hc}{kT\lambda }}}, данное уравнение можно преобразовать к виду
{\displaystyle {\frac {xe^{x}}{e^{x}-1}}-5=0.}
Численное решение этого уравнения даёт
{\displaystyle x=4{,}965114231744276\ldots }
Таким образом, используя замену переменных и значения постоянных Планка, Больцмана и скорости света, можно определить длину волны, на которой интенсивность излучения абсолютно чёрного тела достигает своего максимума:
{\displaystyle \lambda _{\text{max}}={\frac {hc}{x}}{\frac {1}{kT}}={\frac {2{,}89776829\ldots \times 10^{-3}}{T}},}
где температура дана в кельвинах, а {\displaystyle \lambda _{\text{max}}} — в метрах.

## Примеры

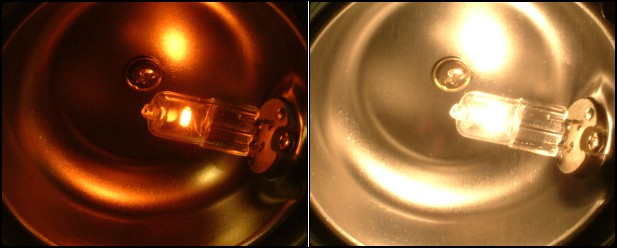
Лампочка с малым накалом излучает красный свет, с большим — желто-белый.

Согласно закону смещения Вина, чёрное тело с температурой человеческого тела (~310 K) имеет максимум теплового излучения на длине волны около 10 мкм, что соответствует инфракрасному диапазону спектра.
Реликтовое излучение имеет эффективную температуру 2,7 K и достигает своего максимума на длине волны 1 мм. Соответственно, эта длина волны принадлежит уже радиодиапазону.